# Chigozie Agbim
Chigozie Agbim (Kaduna, 28 de novembro de 1984) é um futebolista profissional nigeriano, atua como goleiro, atualmente defende o Enugu Rangers.

## Carreira
Agbim representou o elenco da Seleção Nigeriana de Futebol no Campeonato Africano das Nações de 2013.

## Títulos
Nigéria
- Campeonato Africano das Nações: 2013